# 5036 Tuttle
5036 Tuttle (1991 US2) là một tiểu hành tinh vành đai chính được phát hiện ngày 31 tháng 10 năm 1991 bởi Seiji Ueda và Hiroshi Kaneda ở Kushiro.